# Friedrich von Bila

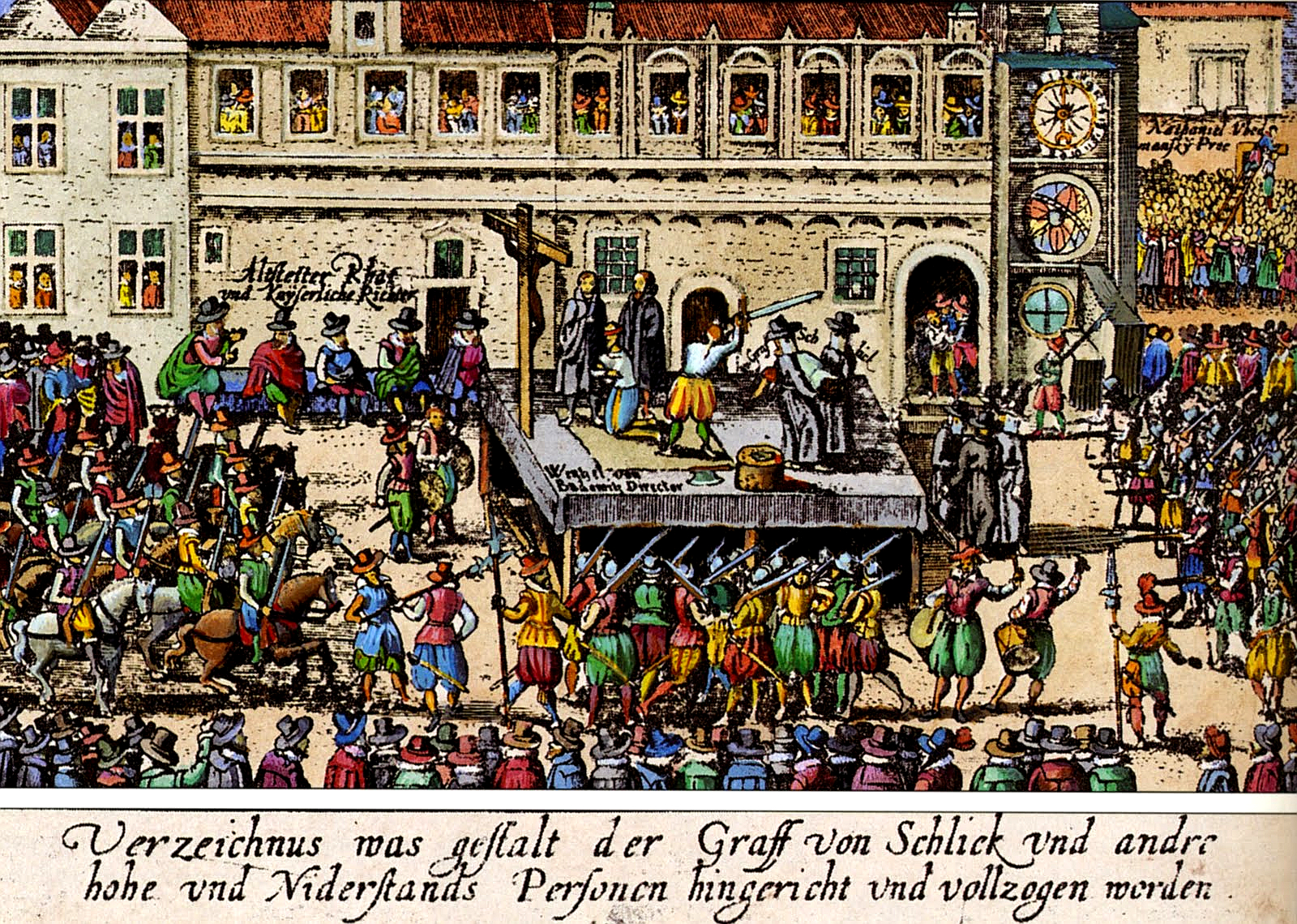
Hinrichtung 1621 in Prag

Friedrich von Bila († 21. Juni 1621 in Prag) war kaiserlicher Rat im Königreich Böhmen und Landesdirektor sowie Besitzer der Herrschaften Řehlovice (Schochau) und Chotiměř (Kottomir).
Er beteiligte sich als protestantischer Adliger aktiv am Ständeaufstand in Böhmen (1618) und gehörte nach erfolgter Absetzung der Habsburger zu den 30 Landesdirektoren, die Böhmen verwalten sollten. Nach erfolgreicher Zerschlagung dieses Aufstandes und Absetzung des gewählten Winterkönigs Friedrich V. (Pfalz) wurde Friedrich von Bila inhaftiert. Die von ihm besessene Herrschaft Schochau, auf der seine Familie seit 1528 saß, wurde konfisziert und er auf dem Altstädter Ring in Prag gemeinsam mit anderen Aufständischen öffentlich enthauptet. Sein abgetrennter Kopf wurde am Brückenturm der Karlsbrücke öffentlich zu Schau gestellt.
Seine am 18. Februar 1596 geborene Tochter Anna Beatrix von Bila starb am 25. Oktober 1613. Die ihr zu Ehren auf dem Hauses Schochau gehaltene Leichenpredigt erschien in Druck.
Sein gleichnamiger Sohn bemühte sich beim Kurfürsten Johann Georg I. von Sachsen um Rückgabe der konfiszierten Herrschaft, wofür dieser sich 1623 in einem Schreiben an den Fürsten zu Lichtenstein persönlich einsetzte. 
Friedrich von Bila junior diente einige Zeit als Rittmeister in dänischen Diensten, wurde 1631/32 als Kreiskommissar im Leitmeritzer Kreis erwähnt und verließ als Exulant das katholische Böhmen. Nach einem Aufenthalt in Dresden starb er im 1635 kursächsisch gewordenen Görlitz in der Oberlausitz.